# Expected points (rugby à XV)
Les expected points (abrégé en xP) représentent une mesure statistique utilisée pour analyser la performance en rugby à XV. Ce concept estime le nombre moyen de points qu’une équipe peut espérer marquer à partir d’une situation donnée sur le terrain, en s’appuyant sur l’analyse de données historiques, via de l'intelligence artificielle. Introduit dans divers sports collectifs au début du XXIe siècle, il a été adapté au rugby pour évaluer la qualité des possessions de balle d’une équipe et estimer le nombre de points qu’elle devrait logiquement marquer à partir de ces possessions. 
Inspiré du concept d'expected goal (xG) en football, le xP vise à mieux comprendre la performance d’une équipe au-delà du simple score final.

## Historique et origine
L'idée d'évaluer la valeur attendue d’un état de jeu remonte aux travaux du statisticien Robert E. Machol (en) et du quarterback Virgil Carter (en)  en 1971. La notion d'expected point trouve son origine dans l’analyse de la performance sportive (en) des sports nord-américains, en particulier le football américain et le baseball, dès les années 2000. 
Elle est ensuite largement adoptée dans des disciplines comme le football (sous l’intitulé xG, pour Expected goal), le basket-ball (xP), le golf (Strokes Gained) ou encore le hockey sur glace à partir de 2012.
Au rugby à XV, l’application du concept tarde à se développer en raison de la complexité du jeu, de la diversité des phases et de la difficulté à segmenter le terrain en zones significatives à forte valeur prédictive. 
En rugby, la notion d'expected point est utilisée depuis 2013 principalement pour évaluer les probabilités de réussite d’un coup de pied (transformation, pénalité). 
À l’échelle mondiale, le secteur de la technologie appliquée au sport, couramment désigné sous le terme SporTech, a attiré plus de 10 milliards euros d’investissements en 2021, soit une augmentation de 360 % en cinq ans. En France, toujours en 2021, l’écosystème comprend 161 start-up, cinq accélérateurs et incubateurs, ainsi que trois fonds de capital-risque d’entreprise spécialisés dans ce domaine.
Le suivi du xP sur l’ensemble d’un match est devenu accessible au grand public lors de la Coupe du Monde de Rugby 2023 grâce à la société de données Opta.
En 2023, l'ancien international français Yannick Nyanga est co-auteur avec Aurélie Jean du livre « Data & sport: la révolution comment la data révolutionne le sport », dans lequel les auteurs démontrent que son usage est désormais de plus en plus prévalent et que l'analyse de données et les technologies de pointe transforment radicalement le monde du sport, qui doit désormais s'adapter en conséquence.
En juillet 2025, la Ligue nationale de rugby annonce la signature d’un contrat de partenariat avec l’entreprise Catapult, spécialisée dans les technologies d’analyse de la performance sportive. Cet accord couvre la période allant jusqu’à la fin de la saison 2028-2029. Il prévoit que Catapult devienne le prestataire officiel pour l’analyse de la performance dans les deux principales compétitions professionnelles françaises de rugby à XV : le Top 14 et la Pro D2.

## Méthodologie de calcul des expected points
Les expected points (xP) estiment le nombre moyen de points qu’une équipe peut espérer marquer à partir d’une situation donnée, appelée état de jeu, en se basant sur des données historiques. Chaque possession est évaluée selon la probabilité qu’elle aboutisse à un essai (5 points), et donc une transformation (2 points), ou une pénalité (3 points) ou un drop (3 points). Ces probabilités sont converties en une valeur xP. 
Par exemple :
- Une possession avec 50 % de chances de marquer un essai a un xP de 2,5 (0,5 × 5)[10].
- Une pénalité à 30 mètres face aux poteaux avec 90 % de réussite a un xP de 2,7 (0,9 × 3)[10].

Le xP total d’une équipe est la somme des xP de toutes ses possessions dans un match. Si une équipe accumule 25 xP mais ne marque que 15 points, cela indique une inefficacité dans la conversion des opportunités.
Les xP dépendent de plusieurs variables contextuelles  :
| Variables                             | Exemples |
| ------------------------------------- | --- |
| Position sur le terrain               | Les zones proches de l’en-but adverse (par exemple, les 5 mètres) ont un xP plus élevé (jusqu’à 4,5–5,0) que les zones défensives (xP ~0,5). |
| Type de phase de jeu                  | Une mêlée à 5 mètres a un xP plus élevé (4,5) qu’un coup de pied de renvoi (1,0). Une touche dans les 22 mètres adverses vaut en moyenne 2,8 xP, selon les données historiques.                                                                                                 |
| Qualité de l’attaque et de la défense | Une équipe comme la Nouvelle-Zélande, avec un jeu offensif fluide, peut augmenter les xP dans des zones ouvertes, tandis qu’une défense robuste (ex. : Afrique du Sud) réduit les xP adverses.                                                                                  |
| Qualité de l’attaque et de la défense | La pluie ou le vent diminue les taux de réussite des coups de pied, abaissant les xP (par exemple, une pénalité à 40 mètres sous la pluie passe de xP 2,1 à 1,8). |
| Contexte du match                     | Le temps effectif restant à disputer, l’écart au score, ou le nombre de joueurs sur le terrain (par exemple, après un carton jaune) influencent les décisions et les xP. Une équipe en supériorité numérique peut voir ses xP augmenter de 10–20 % dans les 22 mètres adverses. |
| Autres facteurs                       | La fatigue, la qualité du buteur, ou le style tactique (maul vs jeu au large) modulent les xP. |

Toutefois, le développement de modèles xP en rugby, comme de nombreux autres sports individeuls ou collectifs, reste limité par plusieurs facteurs:
| Limites                 | Exemples |
| ----------------------- | --- |
| Qualité de la data      | la richesse et la précision des données disponibles (systèmes de suivi GPS, tels que les ballons ou les protèges-dents connectés) |
| Stratégies rugbystiques | - la variabilité des styles de jeu entre les différentes équipes - la difficulté de modéliser certains aspects comme les conséquences d’un turnover après un ruck, ou les enchaînements de phases.                                                                                             |
| Aspect humain           | le facteur humain reste un élément central difficile à appréhender dans l’analyse de données. La motivation des joueurs, les blessures ou la dynamique de l'équipe peuvent avoir un impact crucial sur le résultat d'un match, mais ils sont extrêmement difficiles à quantifier et à mesurer. |

## Applications
L’introduction du modèle xP dans le rugby permet plusieurs usages :
| Utilisation                             | Description                                                     | Exemple |
| --------------------------------------- | --------------------------------------------------------------- | --- |
| Évaluation de la performance collective | Comparaison entre points attendus et points réellement marqués. | C'est l'usage qu'en fait notamment le sélectionneur de l'équipe de France, Fabien Galthié. Opta utilise également ces données pour établir le XV type d'une compétition, comme lors du Tournoi des Six Nations 2024 |
| Analyse sportive individuelle           | Analyse individuelle                                            | mesurer l’impact d’un joueur sur les variations de xP |
| Aide à la décision en temps réel        | Aide à le prise de décision en cours de match.                  | Faire un choix entre tenter une pénalité (valeur xP connue) ou aller en touche (valeur xP potentiellement plus élevée). |
| Recrutement et scouting                 | Identifier des joueurs capables d’améliorer une équipe.         | À l’image de clubs de football comme le Brentford Football Club ou le Football Club Midtjylland,, qui ont fondé leur stratégie de recrutement sur l’utilisation avancée du xG (expected goals), on peut envisager que des clubs de rugby à XV adoptent des approches similaires. L’objectif serait de repérer des joueurs capables de générer, prolonger ou convertir des opportunités de marque à forte valeur ajoutée, en s’appuyant sur des modèles prédictifs adaptés à la logique du jeu de rugby. L'ancien international Thomas Liévremont a notamment créé une société dans cette optique,. |